# Sorisole
Sorisole är en ort och kommun i provinsen Bergamo i regionen Lombardiet i Italien. Kommunen hade 9 139 invånare (2018).